# Óscar Gil
Óscar Gil Regaño (Elche, 26 de abril de 1998) é um futebolista espanhol que atua como lateral-direito. Atualmente joga pelo OH Leuven.

## Carreira

### Elche
Nascido no município de Elche, Gil começou nas categorias do Pablo Iglesias, com apenas 4 anos. Posteriormente foi ao Elche, tendo saído para Kelme FC, ficando por 4 anos e retornou despois ao Elche novamente. Estreou na equipe B do Elche em 23 de agosto de 2015, na vitória por 1–0 da Tercera División sobre o Jove Español San Vicente.
Gil lutou contra sucessivas lesões nas campanhas seguintes, tornando-se apenas titular frequente durante a campanha de 2017-18. Ele fez sua estreia profissional pelo time principal do Elche em 16 de outubro de 2018, na derrota por 4 a 1 para o Córdoba, pela Copa del Rey da temporada, tendo atuado por 58 minutos.
Gil fez sua estreia na Segunda Divisão em 24 de agosto de 2019, começando com uma derrota por 2 a 1 fora do AD Alcorcón, ese tornou titular incontestável sob o comando do técnico Pacheta.
Gil marcou seu primeiro gol profissional em 8 de março de 2020, marcando o primeiro gol de sua equipe da vitória por 3 a 2 fora sobre o Rayo Vallecano. Ao todo atuou em 38 partidas e fez um gol pelo Elche, e esteve no elenco que garantiu a subida à La Liga de 2020-21.

### Espanyol
Em 7 de setembro de 2020, Gil foi anunciado como novo reforço do Espanyol, recém rebaixado da primeira divisão. Assinou por 4 temporadas, depois que o clube ativou sua cláusula de compra de 500.000 mil euros.
No dia 29 de novembro de 2020, Gil fez seu 1° gol pelo Espanyol na vitória por 2 a 0 sobre o Zaragoza, na 15a rodada da La Liga.

## Seleção Espanhola

### Sub-21
Foi convocado pela 1a vez a uma categoria da seleção espanhola no Sub-21 em 20 agosto de 2020, para o jogo preparatório do Campeonato Europeu Sub-21 de 2021 contra a Macedônia em 3 de setembro do mesmo ano, mas não chegou a atuar.
Em 15 de março de 2021, foi um dos 23 convocados para a disputa do Campeonato Europeu Sub-21 de 2021. A Espanha chegou até as semifinais, quando acabou sendo derrotada por Portugal por 1 a 0 e ficando com o 4° lugar.

### Principal
Durante o isolamento de alguns jogadores da seleção principal pelo fato de Sergio Busquets testar positivo para COVID-19, O Sub-21 foi chamado para disputar um amistoso contra a Lituânia no dia 8 de junho 2021. Gil fez sua estreia neste jogos, tendo a Espanha ganhado por 4 a 0.

### Sub-23
Em 29 de junho de 2021, foi convocado pelo técnico Luis de la Fuente para representar a Espanha nos Jogos Olímpicos de 2020, em Tóquio. A Espanha chegou às finais, porém acabou sendo derrotada pelo Brasil 2 a 1  e ficou com a medalha de prata.

## Estatísticas
Atualizadas até dia 12 de agosto de 2021.[carece de fontes?]

### Clubes
| Clubes            | Temporada         | Campeonato Nacional | Campeonato Nacional | Campeonato Nacional | Copa Nacional[a] | Copa Nacional[a] | Copa Nacional[a] | Campeonato Continental | Campeonato Continental | Campeonato Continental | Outros torneios | Outros torneios | Outros torneios | Total | Total | Total   |
| Clubes            | Temporada         | Jogos               | Gols                | Assist.             | Jogos            | Gols             | Assist.          | Jogos                  | Gols                   | Assist.                | Jogos           | Gols            | Assist.         | Jogos | Goals | Assist. |
| ----------------- | ----------------- | ------------------- | ------------------- | ------------------- | ---------------- | ---------------- | ---------------- | ---------------------- | ---------------------- | ---------------------- | --------------- | --------------- | --------------- | ----- | ----- | ------- |
| Elche             | 2017–18           | 0                   | 0                   | 0                   | —                | —                | —                | —                      | —                      | —                      | —               | —               | —               | 0     | 0     | 0       |
| Elche             | 2018–19           | —                   | —                   | —                   | 1                | 0                | 0                | —                      | —                      | —                      | —               | —               | —               | 1     | 0     | 0       |
| Elche             | 2019–20           | 36                  | 1                   | 0                   | 1                | 0                | 0                | —                      | —                      | —                      | —               | —               | —               | 37    | 1     | 0       |
| Elche             | Total             | 36                  | 1                   | 0                   | 2                | 0                | 0                | 0                      | 0                      | 0                      | 0               | 0               | 0               | 38    | 1     | 0       |
| Espanyol          | 2020–21           | 32                  | 1                   | 4                   | 1                | 0                | 0                | —                      | —                      | —                      | —               | —               | —               | 33    | 1     | 4       |
| Espanyol          | 2021–22           | 0                   | 0                   | 0                   | 0                | 0                | 0                | 0                      | 0                      | 0                      | 0               | 0               | 0               | 0     | 0     | 0       |
| Espanyol          | Total             | 32                  | 1                   | 4                   | 1                | 0                | 0                | 0                      | 0                      | 0                      | 0               | 0               | 0               | 33    | 2     | 0       |
| Total na carreira | Total na carreira | 68                  | 2                   | 4                   | 3                | 0                | 0                | 0                      | 0                      | 0                      | 0               | 0               | 0               | 71    | 2     | 4       |

- a.^ Jogos da Copa do Rei

### Seleção Espanhola
Atualizadas até 12 de agosto de 2021.[carece de fontes?]
Sub-21
| Ano   |       |      |         |
| Ano   | Jogos | Gols | Assist. |
| ----- | ----- | ---- | ------- |
| 2021  | 1     | 0    | 0       |
| Total | 1     | 0    | 0       |

#### Sub-23
| Ano   |       |      |         |
| Ano   | Jogos | Gols | Assist. |
| ----- | ----- | ---- | ------- |
| 2021  | 5     | 0    | 0       |
| Total | 5     | 0    | 0       |

#### Principal
| Ano   |       |      |         |
| Ano   | Jogos | Gols | Assist. |
| ----- | ----- | ---- | ------- |
| 2021  | 1     | 0    | 0       |
| Total | 1     | 0    | 0       |

## Títulos

### Espanha Sub-23
- Jogos Olímpicos: medalha de prata de 2020[carece de fontes?]